# 금덕 무환자나무 및 팽나무 군락
금덕 무환자나무 및 팽나무 군락(今德 무환자나무 및 팽나무 群落)은 대한민국 제주특별자치도 제주시 애월읍에 있는 나무 군락이다. 1974년 4월 13일 제주특별자치도의 기념물 제6호로 지정되었다.

## 개요
《금덕 무환자나무 및 팽나무 군락》에는 오래된 팽나무들이 무리를 이루고 있으며 그 사이에 무환자나무 1그루가 있다.
무환자나무는 자식에게 화가 미치지 않는다하여 무환자나무라 하며, 제주도에서는 도욱낭 또는 더욱낭으로도 불리고 있다. 열매는 염주를 만드는데 쓰였기 때문에 절이 세워진 후에 심어진 것으로 보인다. 이 군락의 무환자나무는 베어졌다가 다시 싹이 나와 자라고 있는데, 원래는 둘레가 3m 이상 되는 큰 나무였다고 한다. 현재는 3개의 싹이 나와서 자란 것이 높이 12m, 둘레 1∼2m에 달하는 큰 나무가 되었다.
팽나무는 모두 9그루가 남아 있는데, 나이는 300∼500년 정도로 추정되며, 가장 큰 나무는 높이가 16m, 둘레가 6m이다. 이 군락은 나무들이 빽빽하게 자라고, 쐐기풀도 많아서 사람이 다니기가 어렵다. 기념물로 지정된 팽나무 외에도 오래된 팽나무가 많이 자라고 있어 전체가 아늑한 분위기이다.
금덕 무환자나무 및 팽나무 군락은 오래된 나무들이 자연적으로 자라고 있는 곳으로 생물학적 보존가치가 있어 기념물로 지정하여 보호하고 있다.

## 현지 안내문
유수암리 절동산이라 불리는 이 곳에는 팽나무의 고목들이 집단으로 무리를 이루고 있으며 그 사이에 무환자나무 1주가 있다.
무환자나무는 제주도 방언으로는 '도육낭' 또는 '데육낭'으로 불리며, 열매는 염주를 만드는데 쓰이고, 과육은 비누의 대용품으로 쓰여진 점으로 보아 절이 세워진 후에 심은 것으로 보인다.
현재의 무환자나무는 원래의 나무가 잘려진 후 새싹이 터서 자란 것이고, 원목은 밑둥부분의 둘레기 3m이상되는 큰 나무였다.
팽나무는 모두 9그루가 남아있고 가장 큰 나무는 키 16m, 가슴높이의 둘레 6m이다.

## 참고 자료
- 금덕무환자나무및팽나무군락 - 국가유산청 국가유산포털